# Kituvia spinifera
Kituvia spinifera is een hooiwagen uit de familie Assamiidae.